# Ranwood Records
Ranwood Records is een Amerikaans platenlabel. Het werd in de tweede helft van de jaren zestig opgericht door Randy Wood (eerder oprichter van Dot Records) en orkestleider en televisiepresentator Lawrence Welk. Het label bracht platen van Welk op Coral Records en Dot Records opnieuw uit, ook verschenen er nieuwe opnames van Welk. In 1979 kreeg Welk Woods aandeel in het label in handen. In de jaren tachtig werd het label deel van de Welk Music Group.
Musici die op het label uitkwamen waren naast Welk onder meer Jo Ann Castle, Ava Barber, Ray Anthony, The Mills Brothers en Jim Nabors.